# Jō Kondō
Pour les articles homonymes, voir Kondō.
Jō Kondō (近藤譲; surnom Kondō; né le 28 octobre 1947 à Tokyo est un compositeur japonais de musique contemporaine.

## Biographie
Kondō étudie la composition auprès de Yoshio Hasegawa et Hiroaki Minami à l'université nationale des beaux-arts et de musique de Tokyo de 1968 à 1972. Il remporte le troisième prix et fait ses débuts au festival nipo-allemand de musique contemporaine en 1969. Il est professeur de musique à l'université pour femmes d'Ochanomizu à Tokyo et enseigne également à l'université des arts de Tokyo et à l'université de musique Élisabeth à Hiroshima.
Il s'intéresse particulièrement au hocket, à la musique de la Grèce antique ainsi qu'aux fortes différences de timbre instrumental, ce qui se reflète dans ses compositions. La version de chambre de sa composition Sight Rhythmics de 1975 reflète ce dernier intérêt dans son instrumentation inhabituelle de violon, banjo, steel drum, piano électrique et tuba par exemple, mais après un an à New York cependant, l'influence de John Cage et Morton Feldman devient plus apparente dans le style de Kondō. Son opéra Hagoromo, tiré d'une pièce nō et donné en première à Florence en 1994 est l'unique cas où sa musique mêle les techniques occidentales avec les traditions orientales.
Les œuvres de Kondō ont été jouées par le London Sinfonietta, l'orchestre Philharmonia, l'orchestre symphonique de la NHK, le quatuor Arditti, NEXUS, le quatuor Bălănescu et Aki Takahashi.
Ses compositions ont été enregistrées sur les labels Hat Art, ALM, Fontec et Deutsche Grammophon. Ses partitions sont publiées par les éditions musicales de l'université d’York et Edition Peters.
Parmi ses étudiants notables figurent Linda Catlin Smith (en) et Paul Newland (en). Kondō est associé avec John Cage dans les années 1970.

## Compositions

### Œuvres publiées par les éditions de l'université de York
Pour la scène
- Hagoromo

Orchestre
- In the Woods
- In Summer
- Mulberry
- Pastoral
- A Rock and A Bird
- A Shape of Time
- Sleeping Venice
- To the Headland
- When Wind Blew

Formation pour grand ensemble (11 ou plus musiciens)
- Frontier
- Hunisuccle
- Left Bank
- Pamphonos
- Quickstep and Slow Ending
- Res sonorae
- Serenata secca con obligato
- Syzygia
- Untitled

Ensemble de taille moyenne (8 à 10 musiciens)
- Monochromy
- Pillars of Time
- A Prospect of the Sky
- The Serotinous
- Still Life
- Threadbare Unlimited

Musique de chambre (4 à 7 musiciens)
- Aesculus
- Antilogue
- Beginning, Middle And End
- Birthday Hocket
- Contour Lines
- Diptych
- Dots And Lines
- Falling
- Fern
- Gardenia
- Her Prelude au « Valentine out of season » de John Cage
- Hypsotony
- In Medias Res'
- An Insular Style
- Isthmus
- Knots
- Mr. Bloom Field, His Spacing
- Pass
- A Scribe
- Strands I
- Terracina
- Theatre
- Words
- Yarrow
- Yokohama

Trio, duo
- Aquarelle
- A Crow
- Dartington Air
- Dithyramb
- Durante l'inverno
- Duo
- Forme semee
- High Song'
- Ilex
- Near and Far
- Orient Orientation
- Pergola
- Petteia
- Quire
- A Shrub
- Standing
- Strands II
- Strands III
- Trigraph
- Trio (The Moor)
- Twayn
- Winsen Dance Step

Solo
- Ars brevis
- Calamintha
- Click Crack
- A Dance for Piano 'Europeans'
- Dance(s) for organ
- High Window
- In Early Spring
- Metaphonesis
- Novitas mundi
- Ritornello
- Short Summer Dance
- Tango mnemonic
- Three Songs from New Buds on the Elderberry Tree
- Three Songs of the Elderberry Tree, 　violon, percussion
- Vox humana

Percussion
- Eight Categories
- Luster Gave Her the Hat And He And Ben Went Across the Backyard, 3 marimbas
- Nocturnal
- Pendulums
- Under the Umbrella
- A Volcano Mouth
- Wait

Instruments et voix
- Bonjin
- I Sent Thee Late
- Lotus Dam
- New Buds On the Elderberry Tree
- Six poèmes de Mokichi Saitō

Chœur
- Dawn
- Snow's Falling
- Three Sappho Fragments
- Two Pieces

Instruments de musique japonais
- Danse(s) pour 2 shō
- Jo-ka

## Œuvres publiées par les éditions Peters Music
- An Elder's Hocket
- Retard
- The Shape Follows Its Shadow
- Sight Rhythmics, tuba, banjo, steeldrum, piano électrique, Pf, violon
- Sight Rhythmics
- Walk, 1976 flûte, Pf
- Walk, 1976 Pf solo

## Non publié
- 1968 : Monologue et cinq instruments pour flûte et piano
- 1969 : Champs pour 2 pianos préparés amplifiés et flûte amplifiée
- 1970 : Breeze, pour 9 musiciens (2 flûtes, 2 clarinettes, violoncelle, contrebasse et 3 percussionnistes)
- 1970 : Modulation, pour contrebasse, piano, shō et cencerro
- 1970 : Summer Days pour clarinette et bande magnétique
- 1971 : Air I pour piano amplifié avec trompette
- 1971 : Air II pour 1 ou 3 percussionnistes
- 1971 : Pour pianistes pour x pianos
- 1971 : Non-Projection pour 2 pianos et orchestre
- 1971 : Never Return
- 1972 : Courtesy pour 2 guitares et contrebasse
- 1972 : Out pour trombone alto et foot drum
- 1972 : Spacing Inaudible pour violon, guitare, bongo
- 1974 : Ashore pour bande magnétique, flûte, piano, orgue électronique, harpe, contrebasse, percussion et harmonica
- 1974 : Mine, pour salle de récital traditionnelle (chœur mixte)
- 1975 : Birdphone Functions
- 1975 : False Positions, pour 4 chanteurs, percussion, synthétiseur, orgue électronique et piano électronique
- 1977 : Kekai Sekai pour chœur mixte

## Crédits
- (en)/(ja) Cet article est partiellement ou en totalité issu des articles intitulés en anglais « Jo Kondo » (voir la liste des auteurs) et en japonais « 近藤譲 » (voir la liste des auteurs).